# شهرستان پی-خمسکی
شهرستان پی-خمسکی (به لاتین: Piy-Khemsky District) یک شهرستان در روسیه است که در تووا واقع شده‌است.